# 汉娜·米利
汉娜·路易丝·米利（英語：Hannah Louise Miley，1989年8月8日—）生于英格兰斯温顿，是一名英国女子游泳运动员，主攻混合泳，毕业于罗伯特戈登大学。她的父亲Patrick曾是一名铁人三项选手，两个弟弟Alastair和Joseph也都是游泳选手。汉娜在出生数个月后，随家人移居至苏格兰因弗鲁里。